# (38142) 1999 JQ59
1999 JQ59 (asteroide 38142) é um asteroide da cintura principal. Possui uma excentricidade de 0.14663180 e uma inclinação de 5.83367º.
Este asteroide foi descoberto no dia 10 de maio de 1999 por LINEAR em Socorro.